# Сарая
Сарая е село в Южна България. То се намира в община Пазарджик, област Пазарджик.

## История
В землището на Сарая са открити няколко тракийски могили. Противно на разпространеното мнение, че етимологията на Сарая идва от турската дума за палат – сарай, тя всъщност произлиза от етнонима сарай на туркменско племе, заселено в района през Османското владичество. При смяната на турските имена на селата през 1934 г. жителите отказват да променят името на селото и така то си остава.

## География
Селото се намира в равно място, на около 7 километра от град Пазарджик, в близост до автомагистрала Тракия, която минава покрай северния край на Сарая. На запад минава пътят, свързващ Пазарджик и Панагюрище.

## Редовни събития
- 26 октомври - официален празник на селото (Димитровден), провежда се ежегоден събор

## Личности
- Тодор Балкански (25 ноември 1944) – професор, езиковед
- Данка Панчова – прекарва 9 месеца в пиратски плен в Сомалия[3]